# Compsibidion muricatum
Compsibidion muricatum là một loài bọ cánh cứng trong họ Cerambycidae.